# 千葉柏道路
千葉柏道路（ちばかしわどうろ）は、千葉県野田市を起点として柏市もしくは我孫子市・八千代市などに至る計画の道路で千葉北西連絡道路ともいう。全線が国道16号に指定（または指定される予定）されている。「国道16号バイパス」とも呼ばれている他、核都市広域幹線道路を構成する路線としても位置づけられている。
この道路については現在、以下の案が提示されている。
- 現道対策案
  - 交差点改良案：十余二工業団地入口、若柴、呼塚、大島田の交差点改良
  - 交差点立体化案：十余二工業団地入口、若柴、呼塚、大島田の交差点立体化
  - 現道拡幅案：柳沢立体の北から大島田の南の現道の4車線を6 - 8車線に拡幅
  - 高架道路整備案：柳沢立体の北から大島田の南の現道上に4車線の高架道路整備（現道は4車線のまま運用）
  - 地下道路整備案：柳沢立体の北から大島田の南の現道地下に4車線の地下道路整備（現道は4車線のまま運用）
- バイパス整備案：柳沢立体の北から大島田の南に現道と別ルートの4車線のバイパス整備。国土交通省素案に対して複数の意見が寄せられており大別すると以下。
  - 国土交通省素案
  - 利根川沿い、船橋我孫子線の拡幅、手賀大橋を通過する案
  - 我孫子利根線（水郷ライン）の拡幅・利用、手賀沼を避けて、白井へ通す案
  - 我孫子利根線を印西市から南下して八千代市に至り国道16号に合流する案

以上の提案を基に都市計画に向けた具体的検討に着手する。

## 構造
（当初案）
- 起点：野田市船形、「船形南」交差点付近
- 終点：柏市藤ヶ谷、「藤ヶ谷」交差点付近
- 道路構造令による区分：3種1級
- 車線数：4車線
- 標準幅員：27m
- 設計速度：80km/h

## 経緯
- 1998年5月 - 旧建設省が千葉県及び関係市町との調整を開始
- 1999年11月26日 - 計画素案公表
- 2000年8月23日 - 計画をパブリック・インボルブメント (PI) 方式で進めることを発表
- 2001年7月24日 - 「千葉柏道路協議会」発足、第1回協議会開催

当初建設省（現・国土交通省）が示したルート素案では、野田市船形から柏市藤ヶ谷まで、現道の北側に平行する全長およそ27kmのバイパスとなる予定だった。しかし、このルートでは我孫子市の市街地を分断して手賀沼の西部を横断することになるため、我孫子市・市民は反発。協議会の委員や市民からは「無条件に手賀沼を通過するルートには反対である」との意見が出るなど、素案での住民合意が困難な状況となり、既存市街地や手賀沼を避けるルートが検討されることとなった。
- 2006年6月13日 - 提言報告会開催

「千葉柏道路NEWS」の発行による地域住民への広報・広聴や、19回におよぶ協議会を通じて今後の方向性に対する合意がえられた結果、2006年6月に5項目の提言が取り纏められ、計画の具体化に向けた取り組みを始めることとなった。
- 2006年10月11日 - 第1回千葉柏道路検討会開催
- 2006年11月17日 - 第1回千葉柏道路沿線会議開催

2006年秋、行政機関が具体的な計画を策定するための「千葉柏道路検討会」、市民の意見を集約するための「千葉柏道路沿線会議」が設立された。提言により手賀沼を避けるルートが示された結果、協議会には加わらなかった印西市・白井市・八千代市の担当者も検討会へ参加することとなった。検討会では、概ね1年から1年半かけて概略計画をまとめるとしている。沿線会議にも3市の市民委員が加わった。
- 2007年4月27日 - 計画のたたき台公表

2007年に公表された計画のたたき台では、野田市から我孫子市の東部まで利根川沿いを進むルートで具体化を目指すこととなった。その先は千葉ニュータウンや成田市方面などへ交通を分散させることを検討し、バイパスの延伸は将来検討するとしている。